# 錫季河
錫季河是俄羅斯的河流，位於特維爾州和雅羅斯拉夫爾州，最終注入雷賓斯克水庫，长159公里，流域面積1,900平方公里，河道寬度約40至50米，河口闊度約1,500米。